# Třída Leeuwin
Třída Leeuwin je třída hydrografických výzkumných lodí australského námořnictva. Postaveny byly dvě jednotky této třídy. Do služby byly přijaty roku 2000. Roku 2024 byla první jednotka vyřazena.

## Stavba
Obě dvě jednotky této třídy postavila australská loděnice NQEA Australia v Cairns.
Jednotky třídy Leeuwin:
| Jméno                 | Založení kýlu  | Spuštěna          | Vstup do služby | Status                 |
| --------------------- | -------------- | ----------------- | --------------- | ---------------------- |
| HMAS Leeuwin (A 245)  | 30. srpna 1996 | 19. července 1997 | 27. května 2000 | vyřazena 8. srpna 2024 |
| HMAS Melville (A 246) | 9. května 1997 | 23. června 1998   | 27. května 2000 | aktivní                |

## Konstrukce

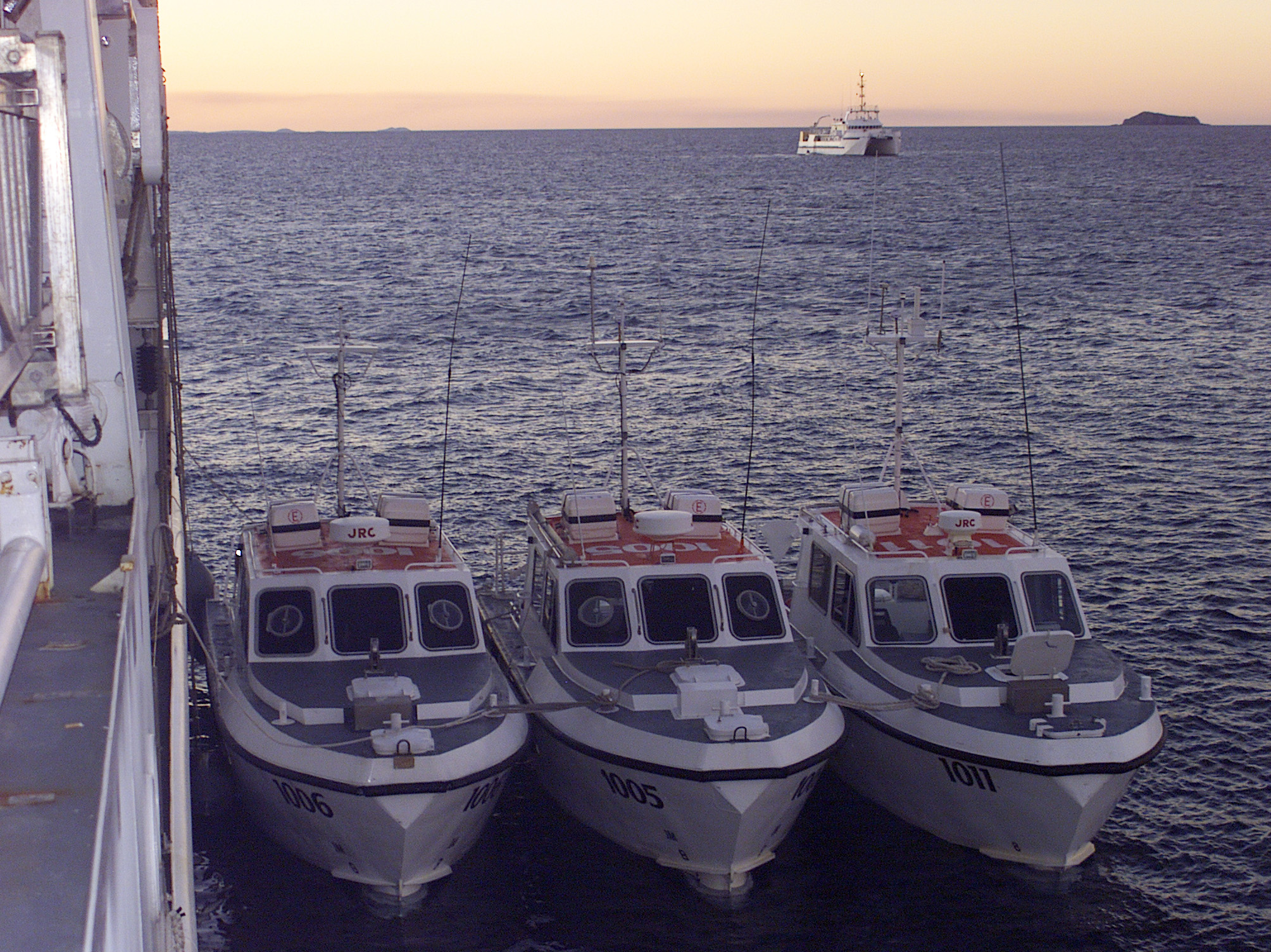
Trojice člunů Fantome kotvících po boku HMAS Leeuwin (A 245)

Plavidla jsou vybavena navigačním radarem STN Atlas 9600 ARPA, sonary C-Tech CMAS 36/39, Atlas Fansweep a Atlas Hydrographic Deso. Jsou vyzbrojena dvěma 12,7mm kulomety. Jsou vybavena třemi 9metrovými motorovými výzkumnými čluny Fantome. Na zádi nesou přistávací plochu a hangár pro vrtulník Eurocopter AS 350. Pohonný systém tvoří čtyři diesel-generátory GEC Alsthom 6RK 215 a dva elektromotory Alstom. Lodní šrouby jsou dva. Nejvyšší rychlost dosahuje 14 uzlů. Dosah je 8000 námořních mil při 12 uzlech.